# XF12F (航空機)
XF12F
- 用途：戦闘機
- 分類：艦上戦闘機、要撃機
- 製造者：グラマン
- 運用者：アメリカ海軍（予定）
- 生産数：0機

グラマンXF12Fは、アメリカ海軍の航空母艦防衛を目的とする、ミサイル武装全天候要撃機。計画のみで実機の製作は行われなかった。
XF12Fは当初はF11Fタイガーの性能向上版として計画されたが、すぐにより大きくより強力なプロジェクトに発展した。2機の試作（シリアル143401/143402）が1955年に命じられたが、F4H ファントムIIの成功により、何も作られないうちに同年中にキャンセルされた。グラマンの次の（そして最新の）艦上戦闘機は、1968年に発注されたF-14トムキャットである。
本機はアメリカ海軍で1922年から1962年まで使われた命名基準によって名づけられ、1962年以降の三軍統一命名基準では命名されなかった。
リパブリックXF-12レインボー試作偵察機や、空軍のロッキードYF-12戦闘機はまったく別の航空機である。

## 要目
（Angelucci,Enzo, The American Fighter from 1917 to the presentによる。）
- 乗員： 1
- 全長： 17.83 m （58 ft 6 in）
- 全幅： 13.38 m （43 ft 11 in）
- 全高： 4.52 m （14 ft 10 in）
- 翼面積： 55.27 m2 （595 ft2）
- 空虚重量： 11,955 kg （26,355 lb）
- 全備重量： 16,919 kg （37,300 lb）
- エンジン： ゼネラル・エレクトリック J79-GE-207 （推力 8125 kn / 18,000 lbf）× 2
- 最大速度： マッハ2
- 上昇限度： 18,288 m （60,000ft）